# Quasieulia mcguffini
Quasieulia mcguffini är en fjärilsart som beskrevs av Powell 1986. Quasieulia mcguffini ingår i släktet Quasieulia och familjen vecklare. Inga underarter finns listade i Catalogue of Life.